# تپه شهر سوخته ۳۶۴
تپه شهر سوخته ۳۶۴ مربوط به هزاره سوم قبل از میلاد است و در شهرستان زابل، بخش شیب آب، دهستان لوتک، روستای حومه شهر سوخته، ۶/۲ کیلومتری جنوب غرب پایگاه باستان‌شناسی شهر سوخته واقع شده و این اثر در تاریخ ۲۸ شهریور ۱۳۸۶ با شمارهٔ ثبت ۱۹۶۳۹ به‌عنوان یکی از آثار ملی ایران به ثبت رسیده است.